# Tugomerjeva ulica, Ljubljana
Tugomerjeva ulica je ena izmed ulic v Zgornji Šiški (Mestna občina Ljubljana). 

## Poimenovanje
Ulica je bila uradno poimenovana 3. maja 1938 po literarnem junaku Tugomerju iz istoimenske tragedije Josipa Jurčiča; predhodno je imela domače ime Špančeva pot. 

## Urbanizem
Prične se na križišču s Celovško cesto, medtem ko se konča v križišču s Vodnikovo cesto.